# Jaroslav Kalfař
Jaroslav Kalfař (Praga, 20 de mayo de 1988 ) es un escritor checo afincado en los Estados Unidos.

## Biografía
Nació en Praga y pasó parte de su infancia con sus abuelos en el pueblo de Pátek. A los quince años emigró a los Estados Unidos para reunirse con su madre. Vivió en la Florida, y estudió en la Universidad de Florida Central.Más adelante se mudó a Nueva York. Estudió inglés y escritura creativa en la Universidad de Nueva York gracias a una beca del Fondo Nacional para las Artes.
En 2017 publicó su primera novela, Spaceman of Bohemia.Esta novela fue finalista del Premio Arthur C. Clarke. En 2024 fue llevaba al cine por Netflix, protagonizada por Adam Sandler.
En 2023 publicó su segundo libro, A Brief History of Living Forever.

## Obra
- Spaceman of Bohemia, 2017
- A Brief History of Living Forever, 2023